# William Charles Dement
William Charles Dement (Wenatchee, 1928-17 de junio de 2020) fue un médico estadounidense, pionero en las investigaciones en medicina del sueño, una autoridad en temas tales como la privación del sueño y el diagnóstico y tratamiento de trastornos del sueño como la apnea del sueño y la narcolepsia. Fundó el primer laboratorio de sueño del mundo, el Centro de Investigaciones del Sueño, en la Universidad de Stanford.

## Primeros años
En la década de 1950, cuando estudiaba medicina en la Universidad de Chicago, William Dement observó con interés la relación entre los movimientos oculares rápidos y el soñar (o ensoñaciones, como suelen denominarlo los investigadores de esta área). Su compañero, Eugene Aserinsky, también estudiante, le había mencionado que «el doctor Kleitman y yo creemos que estos movimientos quizá están relacionados con los sueños». Aserinsky, junto con el doctor Kleitman, quien era asesor de ambos, había notado previamente la relación entre los movimientos oculares pero no le habían parecido muy interesantes. Dement estaba interesado en la psiquiatría, que en esos días daba mucha importancia a los sueños, así que se entusiasmó mucho con el descubrimiento. Comenzó a trabajar en la privación de sueño en el Hospital Monte Sinaí de Nueva York a finales de los cincuenta y principios de los sesenta. Fue uno de los primeros investigadores en usar el electroencefalograma (EEG) para estudiar el sueño de los sujetos en el laboratorio, y escribió: «creo que el estudio sobre el sueño se convirtió en un tema verdaderamente científico en 1953, cuando pude llevar a cabo registros continuos, durante toda la noche, de la actividad cerebral y ocular durante el sueño.» Con el estudio de estos registros, logró descubrir y denominar las cinco etapas del sueño. Trabajando al lado del doctor Christian Guilleminault, Dement propuso la medición que aún se utiliza para la definición clínica de la apnea de sueño y para la valoración de su severidad, el llamado Índice de Apnea/Hipopnea (AHI).

## Actividad docente y de divulgación
Anualmente, desde 1971 y hasta el 2003, Dement dio el curso Dormir y soñar en la Universidad de Stanford. Debido a la gran demanda, decidió reiniciarlo en el 2006. Dement difundió la información acerca del peligro que implica conducir sin haber descansado y el riesgo para las personas con apnea obstructiva de sueño.[cita requerida]

## Instituciones e instrumentos de medición para el dormir
En 1975 Dement presentó la Asociación Estadounidense de Trastornos del Sueño, que ahora se llama  Academia Estadounidense de Medicina del Sueño, y fungió como su presidente durante los primeros 12 años. También en 1975, desarrolló, al lado de Mary Carskadon, la Prueba de Latencias Múltiples de Sueño, que sirve para evaluar la somnolencia y para saber cuánto tarda cada persona en quedarse dormida, es decir, la latencia de inicio de sueño, durante varias oportunidades del día.[cita requerida]
También presidió los trabajos de la Comisión Nacional de Investigaciones sobre los Trastornos del Sueño, cuya evaluación final condujo a la creación de una nueva instancia de los Institutos Nacionales de Salud: el Centro Nacional para Investigaciones sobre Trastornos del Sueño.[cita requerida]

## Publicaciones y otros intereses
Dement escribió varios libros, entre ellos The Promise of Sleep (La promesa del sueño) y The Sleepwatchers, y escribió el primer libro de texto de licenciatura del tema.[cita requerida]
Al inicio de su carrera académica también tocaba jazz, su instrumento era el bajo. Mientras trabajaba en la Universidad de Washington tocó varias veces con Quincy Jones, y en esa época también se relacionó con Ray Charles. A finales de los ochenta, durante su trabajo en Stanford, también tocó, al menos en una ocasión, con Stan Getz.

## Fallecimiento
Falleció a causa de una enfermedad cardiovascular el 17 de junio de 2020.